# جان دوبويس
جان دوبويس (بالفرنسية: Jean Dubois)‏ هو لغوي فرنسي، ولد في 17 أغسطس 1920 في باريس في فرنسا، وتوفي في 15 أبريل 2015.